# Quaker
Quakeri (sau tremuricii) este numele dat membrilor unei secte protestante, numite și Societatea Religioasă a Prietenilor, mișcare creștină înființată de puritanul englez George Fox la jumătatea secolului al XVII-lea. La începuturi, quakerii nu aveau preoți sau pastori și nici liturghii, deoarece credeau că Dumnezeu îl va inspira pe unul dintre membrii congregației să vorbească în numele lui.
Secta a apărut în perioada revoluției burgheze din Anglia în rândul populației sărace din orașe. Quakerii nu recunosc tainele oficiate de preoți, riturile și clerul în general. Ei refuză prestarea jurământului și a serviciului militar.
Denumirea de quaker a avut inițial o conotație peiorativă, fiind folosită de oponenții acestora când se refereau la obiceiul lor de a tremura sau la alte semne ale emoției lor religioase în cadrul întrunirilor. De-a lungul anilor, denumirea de quakeri a devenit titulatura semioficială pentru această sectă.